# Upravljanje človeških virov
Upravljanje človeških virov (UČV, angleško human resource management) je vrsta menedžmenta, ki obsega splet različnih programov in dejavnosti, s katerimi želimo doseči, da je delo uspešno – v zadovoljstvu posamezniku, organizaciji in družbi . Za to je pomembno razumeti odnose med posamezniki, nalogami in organizacijo ter načine vplivanja nanje. 
Upravljanje človeških virov obsega ugotavljanje kadrovskih virov, ugotavljanje in načrtovanje kadrovskih potreb, izbor in sprejem kadrov, nameščanje, premeščanje in nadomeščanje kadrov, napredovanje kadrov, izobraževanje, izpopolnjevanje in usposabljanje kadrov.
Funkcije upravljanja človeških viroc se delijo na dva vidika:
- primarne – pridobivanje in selekcija kadrov, plače in ugodnosti, odnosi med zaposlenimi, planiranje kadrov, razvoj človeških virov,
- sekundarne – določitev organizacijskih ciljev, oblikovanje dela, oblikovanje sistema raziskovanja in informiranja.

Človeške vire lahko definiramo tudi kot kombinacijo naslednjih dejavnikov:
- kvalitete posameznika, ki jo implementira v svoje delo: inteligentnost, energija, pozitivno stališče, zanesljivost, pripadnost...
- sposobnosti posameznika, da se uči: nadarjenost, spretnost, ustvarjalnost, domišljija...
- motiviranost posameznika, da deli informacije in pridobljena znanja; timski duh, in ciljna usmerjenost

Management človeških virov je odgovoren za privlačevanje, selekcijo, trening, ocenjevanje ter nagrajevanje zaposlenih. Enako se ukvarja z organizacijskim vodenjem in kulturo, zagotavlja pravilnosti pri zaposlovanju kadrov. V okoliščinah, kjer si zaposleni želijo ali so legalno pooblaščeni, da bi imeli kolektivno pogodbo. Njegova uporaba je v stiku, ki ga vzpostavi med organizacijo in njenim sindikatom zaposlenih.

## Cilji upravljanja človeških virov

### Kadrovski cilji
Teorija UČV temelji na predpostavki, da je lahko delovanje organizacije še uspešnejše z upoštevanjem človeškega faktorja in mu tako daje možnost za nadaljnji razvoj. To vključuje zasnovo organizacijske strukture, določitev pogodbe pod katero bodo zaposleni delali, prav tako tudi ustrezno izbiro novega kadra, uporabo različnih in zanesljivih selekcijskih postopkov, da bodo lahko ljudje s pravimi lastnostmi zasedli prava delovna mesta in bili tako dosegli najoptimalnejšo raven za svoje delovanje.

### Izvedbeni cilji
Ko je dobro izbran kader je potrebno, v teoriji UČV poskrbeti za ustrezno motivacijo in predanost delavcev, da bodo lahko kar najbolj povečali izvedbo svoje dejavnosti v različnih vlogah. Trening in razvoj veščin ter znanja ima zelo veliko vlogo pri usmerjanju pozornosti in truda na cilje izvedbe dejavnosti, ki jo posamezna organizacija opravlja. Vloga UČV je poskrbeti za ustrezne okoliščine dela in poskrbeti za pomoč osebam, ki na delu ne izkoriščajo svojih potencialov zaradi raznih boleznih ali težjih osebnih situacij.

### Cilji upravljanja s spremembami
Tretji pomemben vidik UČV je zmožnost aktivnega in učinkovitega spoprijemanja s spremembami. Velikokrat se spremembe ne zgodijo hitro in enostavno, ampak so to procesi, ki med drugim vključujejo sprotno prilagajanje spremembam iz okolja. Zahtevajo lahko spremembo v strukturi zaposlenih, nove delavce, ali uvedbo novih aktivnosti, ki bodo povečali zmožnost za delo, na primer sistem nagrajevanja. Za pravilno izvedbo sprememb je navadno odgovorna oseba, ki vodi procese in vanje vključuje vse posameznike, saj tako poskrbi za večji občutek odgovornosti, sodelovanja in kasneje za samo motivacijo ob izvajanju in vzdrževanju spremembe.

### Administrativni cilji
Četrti vidik daje prednost dejavnikom, ki skrbijo za nemoteno delovanje organizacije z vidika zagotavljanja ugodnega okolja in zaščite zaposlenih. Potrebno je zbrati vse aktualne podatke v povezavi z delom in izvedbo dejavnosti zaposlenih,  predvsem z namenom spremljanja poteka dela, opazovanja pripravljenosti, uspešnosti in motiviranosti posameznika v organizaciji. Temu je posamezniku primerno prilagojeno izobraževanje, prosti dnevi, bolniške. Za večjo varnost in gotovost služi transparentnost podpisovanja pogodbe o zaposlitvi in dogovor o višini plače. K temu sodi tudi zdravstveno zavarovanje zaposlenega, možnostjo letnega dopusta, z delovnim časom, z varnostjo pri delu, z  možnostjo nosečniškega dopusta.

## Zgodovina
UČV je produkt Človeškega gibanja  za humane odnose (ang. Human relation movement), ki se je začelo v zgodnjem 20. stoletju, takrat ko so raziskovalci  začeli  dokumentirati kakšen pomen ima skupina na vodenje posameznikov pri delu in kaj bi bila naloga managerjev. Frederick W. Taylor, z njegovo teorijo znanstvenega managementa (potem tudi tako imenovan (Taylorizem), poskušal povečati  učinkovitost delavcev  v jeklarnah,  skušal je odkriti najboljši možni način za opravljanje določenega delovnega opravila, posledično tudi izboljšati ekonomsko učinkovitost.  S  svojimi pristopi je veliko prispeval k razvoju osrednjih funkcij UČV, kot so analiza dela, kadrovanje, nagrajevanje, izobraževanje in usposabljanje. 
Gibanje je bilo formalizirano z nadaljnje Hawthornske študije  v ZDA, ki so veliko pozornosti začeli namenjati izboljšanju delovnih pogojev. Elton Mayo  in njegovo skupino raziskovalcev, so pokazali da so socialne okoliščine (npr. stil vodenja, timsko delo, občutek pomembnosti in zadovoljstva pri delu) enako ali celo še pomembnejše za načrtovanje ukrepov glede poučevanja učinkovitosti dela. Sočasno delo Abrahama Maslowa, Kurta Lewina, Maxa Webera, Fredericka Herzberga in Davida McClelland, je dodatno prispevalo k osnovi študije za organizacijsko vedenje in organizacijsko teorijo.

## Nekaj teorije upravljanja človeških virov

### Tradicionalna teorija o delu z ljudmi
Osnovni motiv za delo je plačilo, zato je le malo delavcev ustvarjalnih in samousmerjujočih. Zaposleni opravljajo delo z bremenom in ga pogostokrat tudi sovražijo, zato jih je potrebno k delu priganjati. Politika dela v takšnih razmerah je precej stroga, saj poteka v vzdušju nadzora in kontrole. Naloge so med zaposlenimi razdeljene v enostavne, ponavljajoče operacije, opisi delovnih postopkov pa so podrobni in vključujejo vsak korak.

### Teorija o medčloveških odnosih
Zaposleni želijo biti koristni in pomembni, imajo željo po pripadnosti organizaciji in po prepoznavnosti. Radi bi bili zadovoljni na delovnem mestu, zato k temu tudi stremijo, želijo si povratne informacije, da bi lahko izboljšali svoje delo. Politika dela v organizaciji dopušča samokontrolo pri rutinskih delih, pri težjih pa je še vedno prisoten del kontrole. Vodstvo organizacije svoje zaposlene obvešča o rezultatih dela in jim tudi prisluhne. S tem vzbuja občutek koristnosti in pomembnosti.

### Teorija o ravnanju s človeškimi viri
Značilno je, da ljudje radi opravljajo svoje delo. Kontrola in sankcije niso edini način doseganja organizacijskih ciljev, saj temelji na prepričanju, da bo dovolj motiviran posameznik, ki je ciljno naravnan, svoje delo usmerjal sam. Tako lahko zaposleni razpolagajo z veliko ustvarjalnostjo, ko gre za reševanje organizacijskih problemov, vendar je intelektualni potencial zaposlenih še vedno le delno izkoriščen. Politika pri takšnem delu je zagotavljanje pogojev za aktivno participacijo vseh zaposlenih, za razvoj potencialov, samousmerjanje pri delu in splošno sproščanje zmožnostih zaposlenih za bolj učinkovito delo, saj je teorija nastala ob spoznanju vrednosti človekovih virov za samo uspešnost organizacije.

## Evolucija razvoja managementa človeških virov

### Kadri in kadrovska funkcija
Kadri predstavljajo vse ljudi, ki v kakršnemkoli smislu sodelujejo v neki obliki organiziranega dela. Kadrovska funkcija vključuje vse naloge, povezane s kadri, kadrovska dejavnost na ravni službe vključuje tudi delovanje vseh institucij, povezanih z izobraževanjem, usposabljanjem, posredovanjem dela, pravno zaščito ipd... Med izvajanje nalog kadrovske funkcije so vključeni različni nosilci, kot so kadrovski strokovnjaki, managerji, drugi zaposleni (mentorji  in sodelavci), ter sami delavci. Vključeni so tudi sindikate in zunanje institucije. Vsi ti nosilci se morajo povezati v eno funkcijsko enoto. Kadrovska funkcija je tesno povezana s ključnimi managerskimi funkcijami, kot so načrtovanje, vodenje, organiziranje in nadziranje. Kadrovska funkcija je pravzaprav organizacijska fukcija.

### Razvoj kadrovske funkcije
Uporaba različne oblike usposabljanja in mentorstva so obstajali že v plemenski skupnosti. Začetki kadrovske funkcije sežejo vse do pojava prvih oblik organiziranega dela v antičnem obdobju, v obliki zapisov o ˝kadrovski politiki˝ minulih civilizacij. Na Kitajskem obstajajo zapisi o testih za izbiro ustreznih delavcev, vajeništvo kot oblika usposabljanja, pa je bilo razširjeno v stari grški in babilonski civilizaciji. Največja prelomnica urejanja zaposlitvenih odnosov, je zagotovo pomenila industrijska revolucija v 19. stoletju.

## Modeli ravnanja z ljudmi pri delu:

### Administrativni model
Značilno je vodenje evidenc, vzdrževanje poročil, podatkov in dokumentov o posameznikih. Izraba človeških zmožnosti je pasivna oblika, ki operira s papirji in vnaprej določenimi pravili. Delovanje je omenjeno zgolj na zbiranje podatkov o delavcih.

### Legalni model
V tem modelu je ravnanje z ljudmi zakonsko določeno. Gre za postopek sklepanja delovnega razmerja, kjer je potrebno definirati odnos med delodajalcem in delojemalcem, v nekaterih sistemih tudi odnos med delavcem in vodjo. Ravnanje z ljudmi je torej omejeno na področja  delovnopravne zakonodaje.

### Finančni model
Značilnost tega modela je upravljanje z ljudmi glede na stroške, ki jih prinesejo s seboj. Mednje se šteje zdravstveno zavarovanje, pokojninsko zavarovanje, življenjsko zavarovanje itd. Naloga tistih, ki se ukvarjajo s tem, je najti rešitve glede na največjo optimalnost stroškov.

### Vodstveni model
V ospredju je ravnanje z ljudmi glede na vodenje in vodstvo. Model se je razvijal v dveh smereh. Najprej v smeri čim boljšega svetovanja vodjem, ki nimajo pooblastil za delo z ljudmi. Pomagali pri razumevanju problematike dela in produktivnosti, posebej takrat, ko bi  nastopile težave. Drugi vidik pa se je bolj usmeril na delo z izvršnimi vodjami, ki imajo pooblastilo, ampak imajo premalo znanja za ravnaje z ljudmi. Oblikovane so bile posebne kadrovske službe ali centri za izobraževanja vodij.

### Humanistični model
Zanj je značilno, da morajo tisti, ki se ukvarjajo s človeškimi potenciali, razvijati in vzgajati človeške vrednote in zmožnosti glede na organizacijo. Posebne strokovne službe naj bi se ukvarjale s senzitivnimi treningi, načrtovanjem kariere, kakovostjo dela in prostega časa, sociotehnično podobo dela, samooblikovanjem delovnih skupin ipd.

### Vedenjsko–spoznavni model
Model, ki želi v ravnanje z ljudmi vnesti spoznanja s psihologije in sociologije, tako, da znanstvene ugotovitve uporabi v praktične namene, kot so povratna informacija, načrtovanje kariere, izbira kadrov s testi ipd.

## Organizacija in izvajanje UČV

### Vloge
Vloga pomeni sklop nalog ter funkcij, ki so pripisane ali dodelane posamezniku, organizaciji ali skupini. V sodobnih organizacijah, obstajajo trije glavni nosilci kadrovskih vlog:
- Linijski vodja – od neposrednih vodij (mojstrov, skupinski vodji ipd.) do vrhovnega managementa
- Delavski predstavniki – sindikati
- Kadrovski managerji in strokovni kadrovski delavci – profesionalni nosilci kadrovske vloge[6]

### Kompetenčni profil kadrovskih strokovnjakov
Kompetence za potrebe izvajanja UČV: strateško, analitično, konceptualno, kreativno, inovativno razmišljanje in delovanje, komunikativnost, timsko delo, osredotočenost na kupce, uporabnike, storitve, prepričevanje in vplivanje, vodenje, fleksibilnost, kooperativnost, uporaba informacijske tehnologije, timsko delo ipd.

### Vloga zunanjih izvajalcev dejavnosti
Prenos dejavnosti na zunanje izvajalce zaradi zniževanja stroškov, nove storitve, nova znanja, porazdelitev tveganja in potreba po večji prožnosti, tehnološki razvoj, ekonomske spremembe in tekmovalnosti globalnega gospodarstva, spremembe v vodenju organizacij, poslovanja in zaposlovanja, potreba po hitrih rešitvah, možnost osredotočenja na lastno ključno dejavnost, širša izbira izvajalcev in izboljšanje kakovosti.
Vrste zunanjih storitev:
- Pridobivanje, selekcija in izbor kandidatov;
- Objava prostih delovnih mest in posredovanje informacij iz baze razpoložljivih kandidatov;
- Zaposlovanje pri zasebnih agencijah;
- Izvajanje testiranja kandidatov in drugih psihometričnih analiz;
- Svetovanje in izvajanje aktivnosti na delovno pravem področju;
- Svetovanje na področju UČV ipd.[6]

## Načrtovanje upravljanja človeškh virov
Je proces analiziranja obstoječega in napovedovanje potrebnega prihodnjega stanja človeških virov ter prepoznavanje možnosti za reševanje morebitnega primanjkljaja oz. presežka.  Temelji na napovedi povpraševanja po človeških virih z vidika potreb iz poslovanja, pregledu in napovedi (neto) notrajne ponudbe, pregledu in napovedi zunanje ponudbe, napovedi presežka/primanjkljaja človeških virov ter predlogi ukrepov za reševanje neravnovesja.

## Pridobivanje, izbiranje in uvajanje delavcev
Metode pridobivanja delavcev znotraj organizacije: objave na oglasnih deskah znotraj organizacije, v okrožnicah, na domači spletni strani podjetja ali v glasilih organizacije. Organizacija s slabim notranjim kadrovanjem ter pomanjkanjem kandidatov v organizaciji, se obrača k zunanjim virom. 
Metode pridobivanja delavcev iz zunanjih virov: metoda neformalnega pridobivanja, neposredno javljanje kandidatov, stiki s šolami, javne službe za zaposlovanje, zasebne agencije za zaposlovanje, objave na vidnih mestih in oglasih v javnih medijih. Organizacije se odločajo o metodah pridobivanja delavcev glede na svoje izkušnje, vrsto delavcev in okolje, v katerem delujejo.
Izbirni postopek delavcev je dvosmerni postopek. Teče med organizacijo, ki izbira nove sodelavce in kandidati za zaposlitev. Organizacije vnaprej določajo pričakovane lastnosti delavcev. V izbirnem postopku preverjajo le, ali kandidati te lastnosti posedujejo. 
Metode izbiranja delavcev: pisne prijave, dokazila in priporočila, formular za prijavo, testi, intervjuji ter zdravniški pregled. Med intervjuji so najpogostejši direktni intervju (vprašanja so vnaprej pripravljena in sprašujejo po formalnih podatkih), podrobni intervju (vprašanja raziskujejo način razmišljanja, obnašanja in komunikacijske sposobnosti), panelni intervju (v pogovor so vključeni tudi ostali delavci podjetja, ki imajo možnost zastavljanja vprašanj kandidatu), nestrukturirani intervju (vprašanja niso klasična, ampak mora kandidat podati celostno mnenje o določeni vsebini, primerna so za izbiro vodij), globinski intervju (vprašanja so  namenjena predvsem ugotavljanju stališč, mnenj in vrednotnih orientacij posameznika) ter stresni intervju (namenjen ugotavljanju spoprijemanja s stresnimi situacijami). Med testi sta najpogostejša osebnostni test in test umskih sposobnosti. Pri prvem je poudarek predvsem na sposobnostih presoje, vplivanju na sodelavce, povezovanju z drugimi, vestnosti in poštenosti pri delu idr. Pri drugem pa  tako besedno kot nebesedno razumevanje, sklepanje, kvantitativne predstave idr.
S podpisom pogodbe o delu, je zaposlitev formalno potrjena. Slednja pomembna stopnja po izbiri delavca, je njegovo uvajanje v organizacijo.  Uvajanje poteka po posebnem programu. Cilj uvajanja  je, da novi delavec začne, kolikor je mogoče hitro delati s polno storilnostjo, hkrati pa da pri tem doseže osebno zadovoljstvo. Pomemben segment uvajanja predstavlja proces socializacije. Posameznik sprejema vrednote, norme, vedenjske obrazce ter prepričanja drugih.

## Vključevanje zaposlenih v odločanje
Vključevanje zaposlenih v odločanje je pomembna sestavina notranjih koordinacijskih mehanizmov vsake organizacije. Spodbuja kooperativnost zaposlenih ter s tem omogoča reševanje enega od najtežjih koordinacijskih problemov v organizaciji.

### Tipi participacije
Obstajata dva temeljna tipa participacije pri odločanju: 
- Neposredna (direktna)
- Posredna (indirektna, reprezentitativna) participacija

Neposredno vključevanje zaposlenih v odločanje poteka na ravni delovnih mest, kjer se posamezniki ali majhne skupine zaposlenih (moštva), vključujejo v urejanje pogojev, organizacije, dinamike in intenzitete lastnega dela. 
Posredno vključevanje zaposlenih pri odločanju poteka z izvoljenimi predstavniki zaposlenih, ki se vključujejo v določene faze in področja managerskega odločanja na ravni obratov, tovarne in podjetij, ki so lahko tudi velike multinacionalne organizacije.

### Intenziteta participacije
Intenziteta participacije v posamezne faze managerskega odločanja je lahko šibka (obveščanje zaposlenih o različnih znotrajorganizacijskih vprašanjih), zmerna (različne oblike posvetovanja z zaposlenimi, pri katerih management zbira različna mnenja in stališča zaposlenih) ter močna (odločitve o določenih vprašanjih, ki sploh ne morejo biti sprejete brez soglasja delavskih prestavnikov – soodločanje).

## Uspešen model ravnanja z ljudmi pri delu
Bistven sestavni del uspešnega ravnanja z ljudmi pri delu je razvoj strokovne strategije ravnanja s človeškimi viri in skupne vizije. Model vključuje večdimenzionalen pristop.
- Napovedovanje uspeha

Prva faza razvoja vključuje predvidevanje sprememb v prihodnosti, sposobnost prilagajanja, razvoj novih programov z namenom uspešnega obvladovanja novih smernic.
- Pridobivanje uspešnih ljudi

Ključno je zagotavljanje ustreznega števila ljudi z ustreznim znanjem. V tej fazi se izbirajo ljudje po načelu enakih možnosti, novo zaposlovanje je pomemben in stalen proces.
- Razvoj visoke uspešnosti

Vključuje različna izobraževanja in seminarje za managerje in ostale zaposlene, z namenom razvoja in dviga kvalitete novo pridobljenih ljudi v organizaciji.
- Spodbujanje uspešnih sistemov

Bistven element je razumevanje motivacijskih vzvodov, ki služijo večji produktivnosti. Eden pomembnejših je model plačevanja delavcev, ki naj bi vključeval svoje fiksne dele plače glede na zahtevnost posameznega delovnega mesta in tako preprečil zbujanje tekmovalnosti med zaposlenimi. Drugi pomemben model so skupni stroški podjetja. Model UČV se osredotoča na razmerje med plačo in produktivnostjo posameznika in v ti luči analizira porabo sredstev.
- Vzdrževanje uspešne organizacije

Poudarek je predvsem na odnosih, ki jih vzpostavljajo managerji z ostalimi zaposlenimi, saj so vedno bolj kompleksni in predvidevajo delovanje na številnih ravneh.
- Spremembe na bolje

Upravljanje človeških virov vključuje tudi razvoj novih strategij, zato pa potrebne spremembe v organizacijski kulturi. Sprememba le-te pa se začne z razvojem skupne vizije, usklajevanjem vrednot med zaposlenimi in organizacijo, ter nadaljnje delo na krepitvi odnosov med zaposlenimi. Za uspešne spremembe in prilagoditve, je potrebno tudi poznavanje tehnologije in različnih načinov pridobivanja informacij, prav tako tudi ustrezna komunikacija z raziskovalnimi institucijami.
- Osredotočenost na uspešnost v prihodnosti

Merjenje uspešnosti ravnanja s človeškimi viri se meri pred vrednotenja uspešnosti posameznih dejavnosti s tega področja, za kar navadno uporabimo vprašalnike ali intervjuje. Manager za ravnanje z ljudmi mora prevzeti vodilno vlogo v spreminjanju organizacije, sodelovati mora pri strateškem planiranju in pri napovedovanju pričakovanih tokov, ki napovedujejo spremembe.
Uspešne organizacije, ki zagotavljajo kvaliteto, inovacije in prožnost imajo naslednje lastnosti ravnanja z ljudmi:
- usmerjenost k akciji – iskanje pravih informacij in hitro odzivanje na spremembe in inovacije v družbi in na trgu
- individualna orientiranost – vsakega zaposlenega obravnavati individualno in mu v skladu z njemu lastnimi potrebami in zmožnostmi organizirati izobraževanja in delovne pogoje
- usmerjenost k sodelovanju zaposlenih – organiziranje posameznikov za delo v različnih skupinah, pri čemer je njena skupna odličnost pomembnejša od odličnosti dela posameznikov
- globalna usmerjenost – upoštevanje in priznavanje medkulturnih razlik, enakopravno dojemanje in ravnanje s posamezniki ter spoštovanje človekovih pravic
- usmerjenost h kakovosti – dosledno usmerjanje k popolnemu zadovoljstvu strank in uporabnikov storitev različnih organizacij

## Periodične slovenske publikacije
- Zbornik Mednarodne konference o razvoju organizacijskih znanosti, ki jo organizira Fakulteta za organizacijske vede Univerze v Mariboru. Konferenca se osredotoča na aktualne trende razvoja organizacijskih znanosti, s poudarkom na trajnostnem razvoju, digitalizaciji in povezovanju posameznikov ter organizacij v ekosistem[9].

- Revija HR&M je strokovna dvomesečna publikacija, ki se osredotoča na razvoj organizacij in vodenje ljudi pri delu. Izdaja revije se je začela leta 2003 pod imenom HRM, od leta 2016 dalje pa pod sedanjim imenom HR&M. Revija je namenjena obravnavanju tematik, povezanih z upravljanjem s človeškimi viri, razvoja organizacij, psihologije pri delu in vodenjem ljudi pri delu[10].
- Spletna stran Psihologija dela. Ustvarjajo jo študentke psihologije s Filozofske fakultete Univerze v Ljubljani pod vodstvom prof. dr. Eve Boštjančič. Stran se osredotoča na teme, kot so psihologija, psihologija dela, kadrovska psihologija in organizacijska psihologija[11].